# Lieve Verschuier

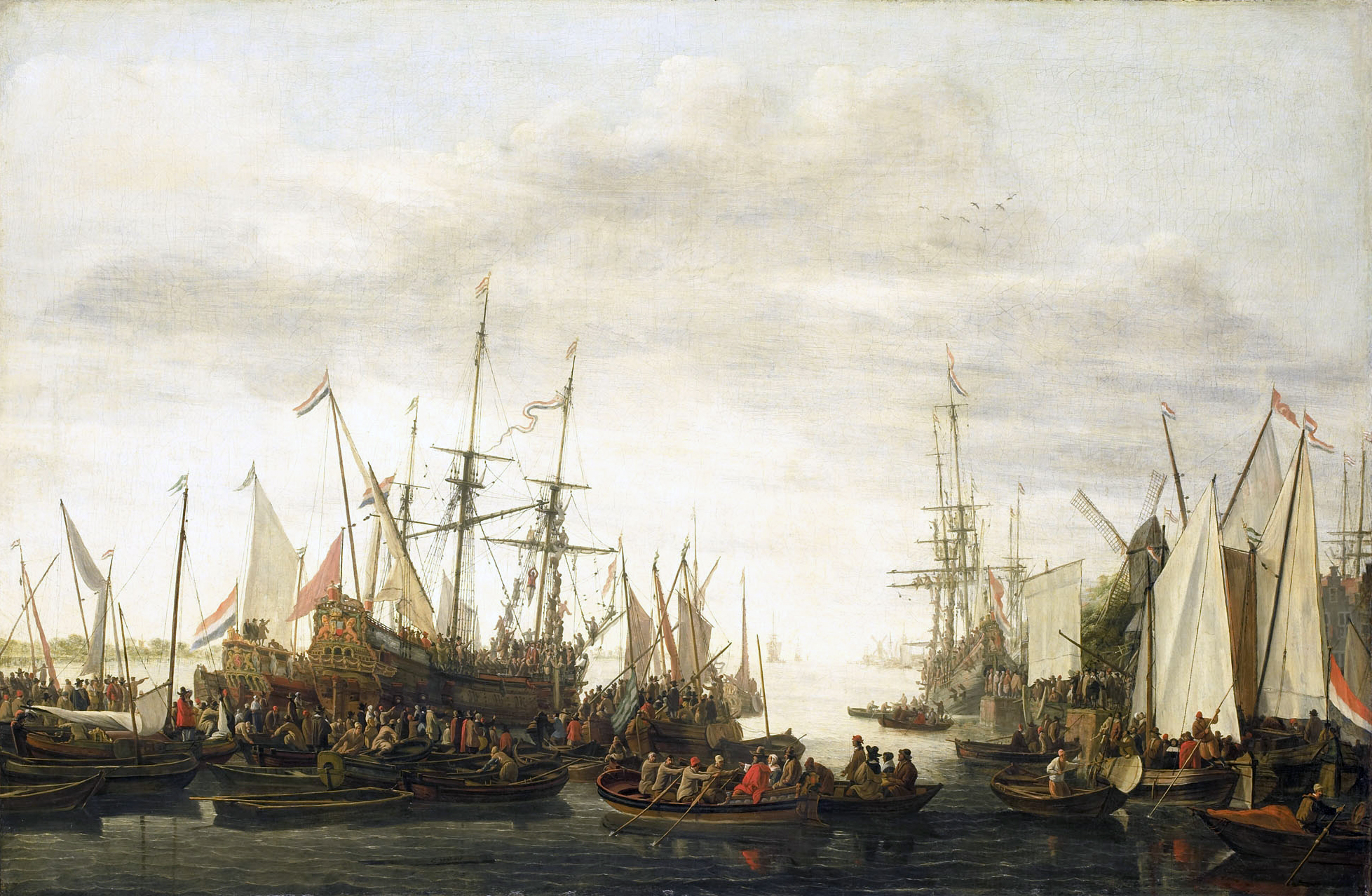
Kielholen vor den Boompjes auf der Maas bei Rotterdam

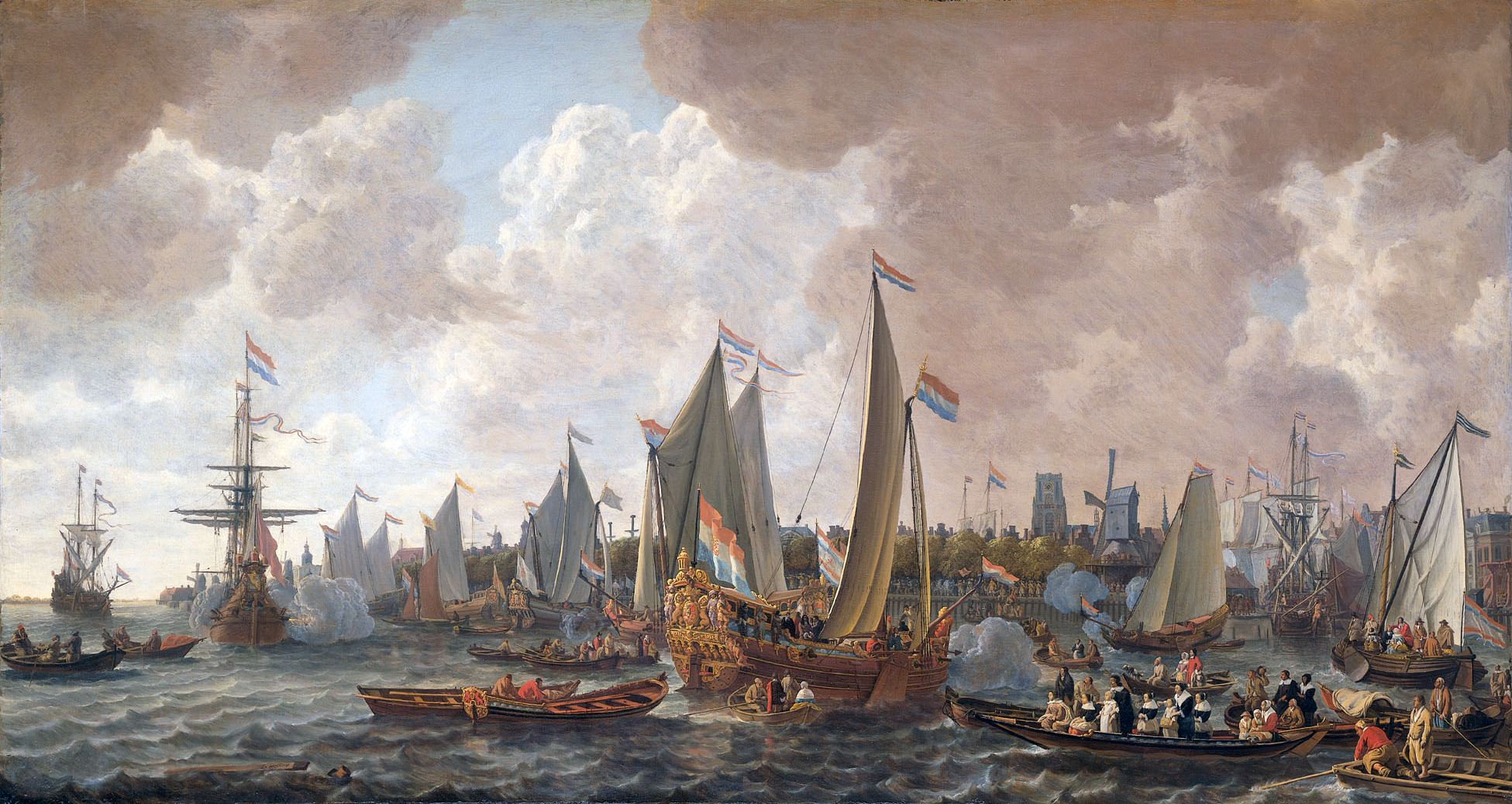
Ankunft König Karl II. von England in Rotterdam am 24. Mai 1660

Lieve Verschuier (* um 1634 möglicherweise in Rotterdam; † vor 17. Dezember 1686 ebenda) war ein niederländischer Maler des 17. Jahrhunderts. Die meisten seiner Arbeiten beschäftigen sich mit maritimen Themen.

## Leben
Viele Biographien führen Pieterszoon als einen zweiten Vornamen an. Dies kommt von der vermeintlichen Vaterschaft eines Bildhauers Pieter Verschuier her. Als dessen Sohn ist allerdings nur ein Cornelis und nicht Lieve Verschuier dokumentiert.
Von seinen Lebensdaten sind weder Geburts- noch Todesdatum sicher bekannt. Lediglich das Datum seiner Beerdigung ist dokumentiert. 1670 erklärte er 36 Jahre alt zu sein, so dass man auf ein Geburtsjahr um 1634 kommt. 1652 wohnte er wohl ein Jahr lang in Amsterdam, da eine Adriaentge Baersbanck erklärte mit ihm nichts zu tun gehabt zu haben. Später wird er als Begleiter des Utrechter Malers Johannes van der Meer auf der Fahrt nach Rom erwähnt. Diese Reise könnte um 1655 stattgefunden haben.
In Hillegersberg bei Rotterdam heiratete er am 24. September 1656 eine Catharina Akershoeck. Für das Jahr 1667 war er als Eigner eines Hauses an der Maes ofte Merwe in Rotterdam aktenkundig. Dabei wird er als Bürger und Bildhauer bezeichnet. Als Bildhauer und Maler wurde er 1674 vorläufig für 6 Monate auf der Admiralitätswerft angestellt. Sein Tagelohn betrug 36 stuiver. Wieder als Bildhauer und Maler erwähnt, wurde ihm 1678 ein Haus am Visschersdijk übertragen. Im selben Jahr wird er Hauptmann der Lukasgilde der Bildhauer und Steinmetzen. Er wurde allerdings auch als Porträtmaler erwähnt. 1683 machte der Maler und Bildschneider Verschuier ein Testament. Am 23. November 1686 widerrief er dieses Testament, obwohl er krank im Bett lag. Am 17. Dezember 1686 wurde er in der Französischen Kirche begraben. Seine Witwe, jene Catharina Akershoek, wurde als wohnhaft in den Boompjes in der Brauerei von „Den Arent“ erwähnt.
Lieve Verschuier hatte einen Bruder namens Aelbrecht. Lieve machte diesen 1652 zum universalen Erben, allerdings starb dieser 1680 und wurde am 16. Juli in Rotterdam begraben. Es sind noch andere Verschuiers in Rotterdam bekannt und zeitweise von der Admiralität angestellt worden. Einmal ist ein Abraham 1646 als Goldschmied, ein Pieter als Bildhauer, dessen Sohn Cornelis ebenfalls als Bildschneider bekannt. Möglicherweise waren es Familienmitglieder.
Möglicherweise ist die Wirkung der Bildhauerarbeiten auch in seinen Gemälden zu finden. Die geschnitzten Figuren an den Hecks der Schiffe wirken sehr plastisch. Es stellt ein selten gesehenes Phänomen in der Riege der Marinemaler dar. Ein in Weimar befindliches Gemälde zeigt Elemente, die später typisch für seine Arbeiten gelten. Allerdings wird es Hendrik de Meyer, der von 1637 bis 1683 ebenfalls in Rotterdam tätig war, zugeschrieben. Da diese Arbeit um 1663 angesetzt wird, könnte jener Meyer Lehrer von Verschuier gewesen sein.
Ebenso wird die Lichtführung, als herrliches italienisches Licht beschrieben, als vom französischen Maler Claude Lorrain intendiert bezeichnet. Da Lorrain in Rom war, könnte es also sein, dass Verschuier ihn oder seine Werke dort kennengelernt hat.